# Ностонгониса Тарханиотиса
Ностонгониса Тарханиотиса (на гръцки: Νοστογγόνισσα Ταρχανειώτισσα) е византийска аристократка и монахиня от втората половина на XIII век, известна като активен деец на арсенитското движение по времето на императорите Михаил VIII Палеолог и Андроник II Палеолог.
Истинското ѝ име е неизвестно, но Георги Пахимер я споменава с двойното фамилно име Ностонгониса Тарханиотиса, което буквално означава Ностонгониса от семейство Тарханиоти. Била дъщеря на Никифор Тарханиот, велик доместик на Никейската империя, от първата му съпруга – неизвестна по име дъщеря на протостратора Андроник Дука Априн. Докато фамилията Тарханиотиса наследила от баща си, за произхода на името Ностонгониса няма единно мнение: според Теохаридис това била фамилията на съпруга ѝ, когото той идентифицира с Алексий Дука Нестонг, солунски кефалия през 1267 г., докато според Деметриос Полемис името Ностонгониса тя наследила от майка си.
Майката на Ностонгониса Тарханиотиса починала рано, след което около 1237 г. бащата ѝ се оженил повторно за Мария Палеологина, която била сестра на бъдещия император Михаил VIII Палеолог. От нея той имал трима сина и една дъщеря, на които Ностонгониса била полусестра.
Ранните години от детството на Ностонгониса Тарханиотиса преминали в манастир, но въпреки това тя се утвърдила като уважаван член на семейство Тарханиоти. През 1266 г., вече като монахиня, заедно с мащехата си и еднокръвната си сестра Теодора Тарханиотиса тя се включва в челните редици на арсенитското движение – арсенитите са привърженици на отстранения през 1265 г. от император Михаил VIII константинополски патриарх Арсений Авториан и формирали ядрото на религиозно-политическата опозиция срещу император Михаил VII. През 1283 г., когато в редиците на арсенитите настъпва разкол, Ностонгониса Тарханиотиса и сестра ѝ Теодора застават на страната на радикалното крило на движението, оглавявано от брат им Йоан Тарханиот.
През 1303 г. Ностонгониса Тарханиотиса била все още жива и все така тясно свързана с арсените: когато през същата година император Андроник II Палеолог решава да постигне примирие с тях, той се обръща за съдействие към престарялата Ностонгониса Тарханиотиса, за да привлече водачите на двиижението. Тогава тя била изпратена тайно от императора до най-изтъкнатите арсенитски монаси, за да ги убеди да излъчат свои представители, които да преговарят с императора. Мисията ѝ се оказва успешна и между императора и арсенитуте започват трудни преговори, завършили със сключване на споразумение между страните.

## Цитиранаа литература
- ((ru)) Шамгунова, Т. А. (2003). Родственные и межклановые связи поздневизантийской аристократии. – Античная древность и средние века (Вып. 34). Екатеринбург,  355 – 379, ISSN 2310-757X, http://elar.urfu.ru/bitstream/10995/2901/2/adsv-34-22.pdf
- ((ru)) Поляковская, М. А. (1998). Место семейного клана в структуре поздневизантийского общества: Тарханиоты. – Античная древность и средние века (АДСВ) (Вып. 29). Екатеринбург,  153 – 164, ISSN 2310-757X, http://elar.urfu.ru/bitstream/10995/2688/1/adsv-29-12.pdf
- ((en)) Melichar, Petra (2017). Imperial Women as Emissaries, Intermediaries, and Conciliators in the Palaiologan Era. – Jahrbuch der Österreichischen Byzantinistik, 67. Wien: Österreichische Akademie der Wissenschaften,  103-128, https://austriaca.at/0xc1aa5576%200x00390f81.pdf
- ((en)) Nicol, Donald MacGillivray (1962). The Greeks and the Union of the Churches the Report of Ogerius, Protonotarius of Michael VIII Palaiologos, in 1280. – Proceedings of the Royal Irish Academy. Section C: Archaeology, Culture, History, Literature, vol. 63 (1962 – 1964). Royal Irish Academy,  1 – 16, https://www.jstor.org/stable/25505111, посетен на 26 януари 2020
- ((en)) Polemis, Demetrios I. (1968). The Doukai: A Contribution to Byzantine Prosopography. London: The Athlone Press, OCLC 299868377, https://books.google.com/books?id=Sx5dAAAAIAAJ
- ((en)) Talbot, Alice Mary-M.. Bluestocking Nuns: Intellectual Life in the Convents of Late Byzantium. – Harvard Ukrainian Studies,  604–618, http://www.jstor.org/stable/41036120
- ((de)) Trapp, Erich; Beyer, Hans-Veit; Walther, Rainer et al. (2001) [1976–1996]. 27512 Ταρχανειώτισσα Νοστογγόνισσα. – Prosopographisches Lexikon der Palaiologenzeit, CD-ROM Version. Wien: Verlag der Österreichischen Akademie der Wissenschaften, ISBN 3-7001-3003-1, https://archive.org/details/ErichTrappProsopographischesLexikonDerPALAIOLOGENZEIT/mode/2up
- ((en)) Vougiouklaki, Penelope (2008). Nestongos family. – Εγκυκλοπαίδεια Μείζονος Ελληνισμού, Κωνσταντινούπολη, 01.9.2008 г.), http://www.ehw.gr/l.aspx?id=8496, посетен на 2 май 2024